# Scapteromys
Scapteromys (Waterhouse, 1837) è un genere di roditori della famiglia dei Cricetidi.

## Descrizione

### Dimensioni
Al genere Scapteromys appartengono roditori di piccole dimensioni, con lunghezza della testa e del corpo tra 111 e 191 mm, la lunghezza della coda tra 94 e 165 mm e un peso fino a 211 g.

### Caratteristiche craniche e dentarie
Il cranio è snello e affusolato, le placche zigomatiche sono robuste, la scatola cranica è tondeggiante e liscia. Gli incisivi superiori sono delicati e lisci, i molari hanno la corona alta.
Sono caratterizzati dalla seguente formula dentaria:

### Aspetto
Il corpo è adattato ad una vita parzialmente acquatica. La pelliccia è densa, soffice e lucida, le parti superiori sono generalmente nerastre, mentre le parti ventrali sono più o meno miste al giallo-brunastro. Le orecchie sono piccole, arrotondate e ricoperte di corti peli. Le zampe anteriori sono ben sviluppate, il pollice è ridotto mentre le altre dita sono ben sviluppate e munite di artigli sottili. I piedi sono forti ed allungati, le dita centrali sono leggermente palmate. La coda è più lunga della testa e del corpo, è ricoperta di scaglie ognuna provvista di tre corte setole e termina generalmente con un ciuffo di lunghi peli. È presente la cistifellea.

## Distribuzione
Il genere è diffuso nel Brasile sud-orientale, in Uruguay, Paraguay ed Argentina nord-orientale.

## Tassonomia
Il genere comprende 3 specie.
- Scapteromys aquaticus
- Scapteromys meridionalis
- Scapteromys tumidus